# Zdziechów (kolonia w powiecie szydłowieckim)
Zdziechów – kolonia w Polsce położona w województwie mazowieckim, w powiecie szydłowieckim, w gminie Szydłowiec.
W latach 1975–1998 miejscowość należała administracyjnie do województwa radomskiego.